# مونیکا گوژجیک
مونیکا گوژجیک (لهستانی: Monika Goździk؛ زادهٔ ۱۹۵۶) بازیگر اهل لهستان است. وی دانش‌آموختهٔ آکادمی ملی هنرهای نمایشی الکساندر زلوروویچ در ورشو است.
از فیلم‌ها یا مجموعه‌های تلویزیونی که وی در آن‌ها نقش داشته‌است، می‌توان به سرنوشت‌های لهستانی، طایفه، خودِ زندگی، در خیابان سپولنی، عشق اول، کارآگاهان جنایی، ع چون عشق، خانهٔ کشیش، کارآگاهان جنایی، دهن‌به‌دهن، یک‌راست به دل، قانون حقیقی، بخت کور و عامل ثابت اشاره نمود.